# Michael Scheuerman
Michael Scheuerman (* ca. 1976 in Stillwater, Minnesota) ist ein US-amerikanischer Filmproduzent.

## Leben
Michael Scheuerman machte 1988 seinen Abschluss in Informationstechnik an der University of Iowa. Mit 23 lebte er in der Dominikanischen Republik und kam durch Zufall an das Set von Havanna von Sydney Pollack. Er durfte als Stand-In von Robert Redford mitwirken. Weitere Engagements lehnte er jedoch ab, eine Entscheidung, die er immer wieder bereute. Stattdessen studierte er zusätzlich Telekommunikation an der University of Colorado Boulder und gründete seine eigene Firma für IT Management und Consulting in Minneapolis.
Nach einer zwanzigjährigen Karriere im IT-Bereich beendete er seine Tätigkeit und produzierte den Dokumentarfilm Hunger Ward mit Skye Fitzgerald, den er bei einem Filmfestival in Bend, Oregon kennen lernte. Als Produzent wurde er bei der Oscarverleihung 2021 für diesen Film in der Kategorie Bester Dokumentar-Kurzfilm nominiert.